# Longfossé
Longfossé is een gemeente in het Franse departement Pas-de-Calais (regio Hauts-de-France). De plaats maakt deel uit van het arrondissement Boulogne-sur-Mer. Longfossé telde op 1 januari 2022 1.515 inwoners.

## Geografie
De oppervlakte van Longfossé bedroeg op 1 januari 2022 10,22 vierkante kilometer; de bevolkingsdichtheid was toen 148,2 inwoners per km².

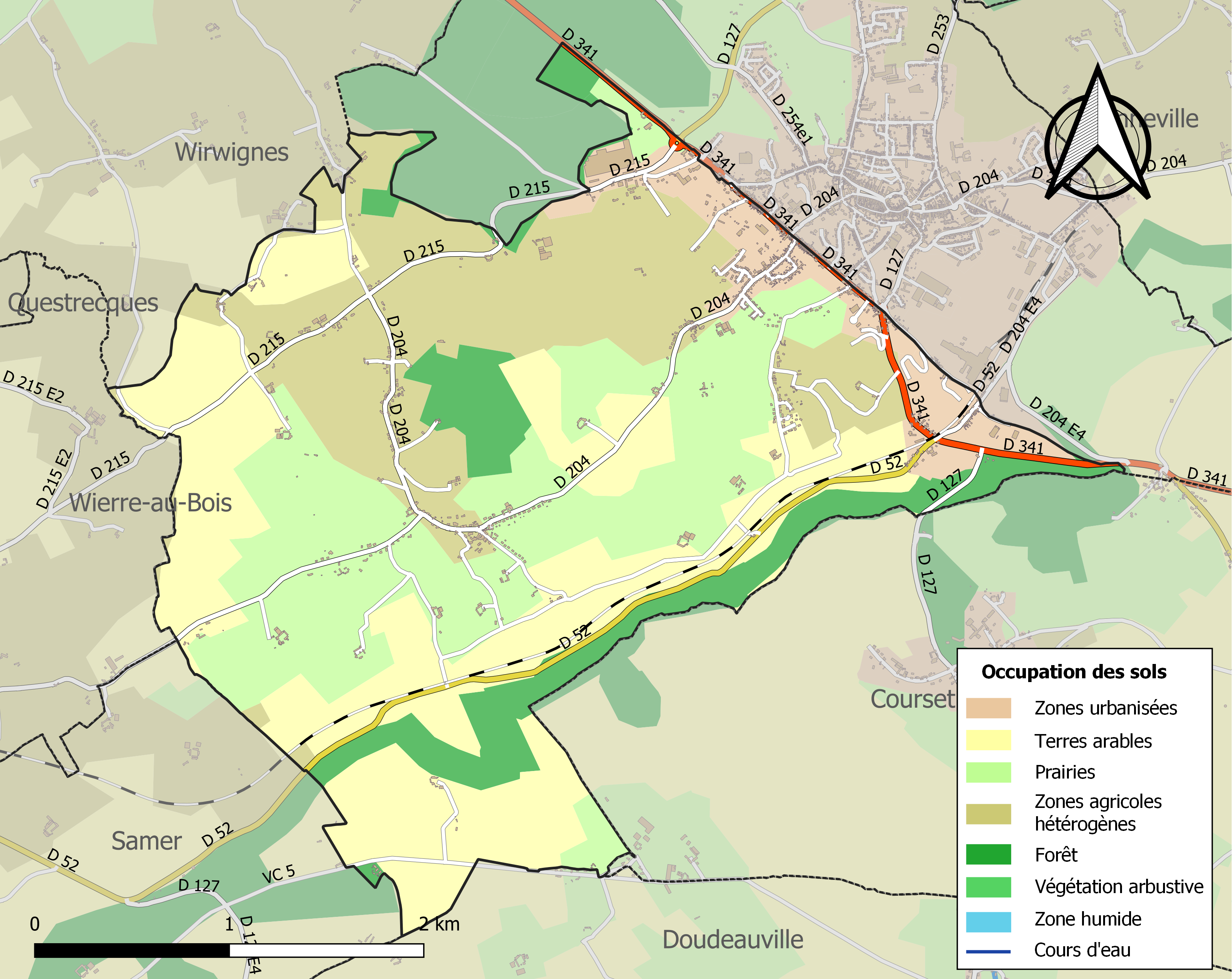
Kaart van de gemeente met belangrijkste infrastructuur, bodemgebruik en omliggende gemeenten

## Demografie
Onderstaande figuur toont het verloop van het inwonertal (bron: INSEE-tellingen).